# ایلان
ایلان روستایی از توابع بخش جره و بالاده در استان فارس است.

## جمعیت
این روستا در دهستان جره قرار دارد و براساس سرشماری مرکز آمار ایران در سال ۱۳۸۵، جمعیت آن ۵۹۱ نفر (۱۸۳خانوار) بوده‌است.